# Kortrijkse stadsbus
Het Kortrijkse stadsbusnet wordt geëxploiteerd door de Vlaamse Vervoermaatschappij "De Lijn".
Het huidige stadsbusnet bestaat uit 13 lijnen waarvan 6 voorstadslijnen. Bepaalde lijnen lopen volgens een sterstructuur tot in de verschillende deelgemeenten in het stadsgebied. Rond het centrale NMBS-treinstation liggen de busterminals 1 tot en met 4. Deze worden als het centrale knooppunt voor alle bussen beschouwd. Aan het station is er een aansluiting tussen de 13 (voor-)stadslijnen en de 19 streekijnen. Tussen busterminals 1 en 2 aan de voorkant van het station is de Lijnwinkel van Kortrijk gevestigd.
Tot aan het begin van de jaren 60 kende Kortrijk een uitgebreid tramnetwerk dat geleidelijk aan vervangen werd door bussen.

## Geschiedenis

### Een tramnetwerk

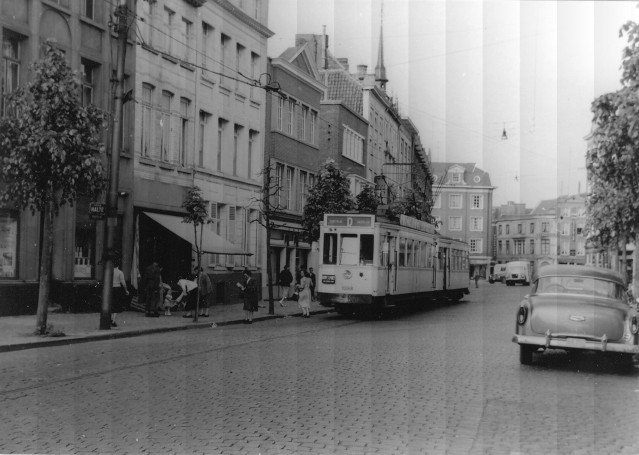
Tramlijn D met 2 tramstellen in de Kortrijkse Rijselsestraat op 24 mei 1956.

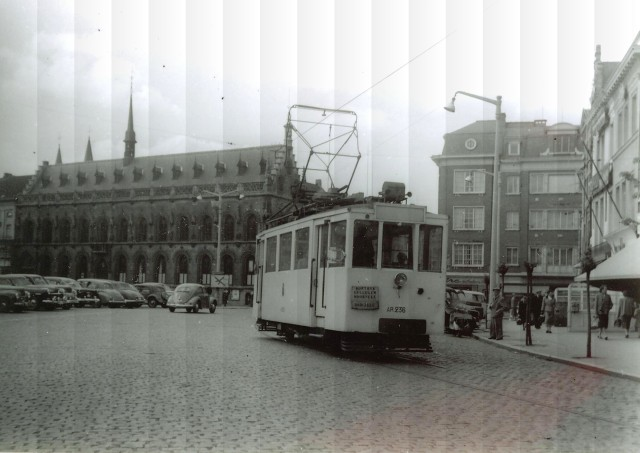
Een dieseltram naar Moorsele op de Kortrijkse Grote Markt op 11 mei 1955.

Vanaf 1893 werd in en rond Kortrijk een tramnet aangelegd. Dit openbaar vervoersnetwerk werd uitgebaat door de SA Intercommunale de Courtrai en verbond de verschillende stadswijken in Kortrijk met de nabijgelegen dorpen en gemeenten.
Tot begin jaren 1950 bestonden alle lijnen uit elektrische trams. De tramlijnen werden elk aangeduid met een letter(combinatie). Vanaf de jaren 1950 werden alle tramlijnen systematisch vervangen door bussen. Eind jaren vijftig reden op heel wat lijnen al bussen en bestond het tramnetwerk nog slechts uit volgende geëlektrificeerde lijnen tramlijnen:
- Tramlijn D: Station – Grote Markt - Plein - Gentsepoort - Harelbeke – Deerlijk
- Tramlijn KM: Station - [Heenreis: Grote Markt - Buda - Overleie ] / [Terugreis:Koning Albertstraat - Justitiepaleis - Noordstraat] - Meensepoort - Bissegem – Wevelgem – Menen
- Tramlijn KMx: Station - Doorniksewijk - Kanon - Blauwe Poort - Hoog Kortrijk - Watertoren - Bellegem - Rollegem - Tombroek - Station Moeskroen - Markt Moeskroen - Mont-à-Leux

Daarnaast bestonden tevens diverse niet geëlektrificeerde tramlijnen in en rond Kortrijk: (nationale lijnnummers uit het spoorboek)
- Tramlijn 365: Station – Gentsepoort – Hulste – Wielsbeke – Wakken – Markegem – Dentergem – Aarsele
- Tramlijn 366: Station – Bissegem – Gullegem – Moorsele – Ledegem – Geluwe – Wervik
- Tramlijn 372: Station – Doorniksewijk - Hoog Kortrijk - Bellegem – Kooigem – Warcoing – Pecq (station) (Tussen Warcoing en station Spierre was vierrailig traject)
- Tramlijn 371: Deerlijk – Vichte – Ingooigem – Tiegem – Kerkhove – Berchem
- Tramlijn 330: Wevelgem – Gullegem – Sint-Eloois-Winkel – Izegem – Emelgem – (Ardooie – Zwevezele)

Uiteindelijk werden alle lijnen vervangen door stads- en streekbussen. Op 25 mei 1963 werd tramlijn KMx, de laatste elektrische tramlijn in Kortrijk, verbust. De laatste niet-elektrische tramlijn was de tramlijn 366 (Kortrijk - Bissegem - Moorsele - Geluwe). Op 21 mei 1955 werd deze reizigersdienst opgeheven.

### Het stadsbusnetwerk vanaf de 2de helft van de 20e eeuw

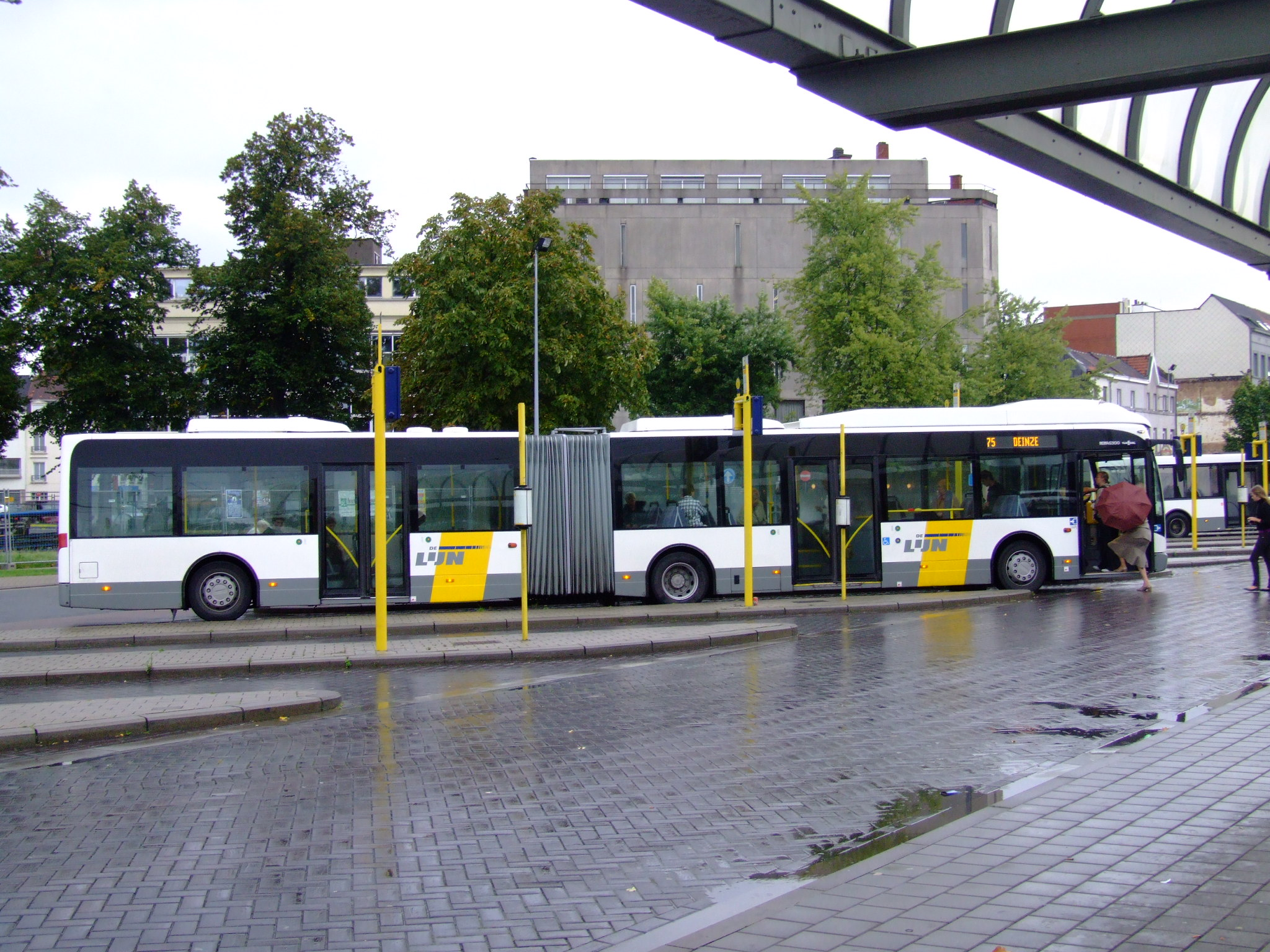
Het voormalige busstation in de Tolstraat

Met de vervanging van de trams door bussen kregen alle stadslijnen, naar analogie van de reeds bestaande buslijnen, een nummer in plaats van een letter. Tot eind 1998 bestond het Kortrijkse stadsbusnet uit 4 lijnen:
- Lijn 1: Station - Olmenlaan - Station, 30'-frequentie.
- Lijn 2: Station - Lange Munte - Hoog Kortrijk - Station, 30'-frequentie.
- Lijn 6: Station - Shopping Center - Heule Kransvijver, 30'-frequentie.
- Lijn 727/3: Kortrijk - Kuurne Sint-Pieter/Hulste, 30'-frequentie.

Begin 1999 werd lijn 2 opgesplitst in 2 lijnen: lijn 2 (Station - Lange Munte) en lijn 3 (Station - Hoog Kortrijk - Kinepolis - Station). Deze lijnen kregen beide een 20'-frequentie.
In april 2004 werd lijn 3 herdoopt tot lijn 13, en reed niet meer via Kinepolis. Een nieuw gecreëerde doorgaande lijn 12 bedient vanaf dan het stuk Heule Bozestraat - Station - Kinepolis - Rollegem - Bellegem. 20'-frequentie tussen Heule Bozestraat en Kinepolis, 1 bus per uur rijdt door tot Bellegem.
In november 2004 werd lijn 727/3 gereorganiseerd: Lijnen 50 (Kortrijk - Kuurne Seizoenwijk) en 51 (Kortrijk - Kuurne Sint-Pieter) kregen beiden een halfuursfrequentie, zodat een kwartiersfrequentie tussen het centrum van Kuurne en Kortrijk ontstond.
Op 1 december 2005 werden nog een aantal wijzigingen doorgevoerd:
- Lijn 12 werd opgesplitst in lijnen 3 (Station - Heule Bozestraat), lijn 12 (Station - Xpo - Bellegem - Rollegem - Aalbeke) en lijn 1 (Station - Kinepolis)
- Lijn 1 (Olmenlaan) kreeg een nieuw tracé en werd hernummerd naar lijn 9 en een 20'-frequentie.
- Een nieuwe lijn 4 verbindt het station met Heule Kransvijver via het station van Bissegem, daardoor rijdt lijn 6 niet meer de lus doorheen de Kransvijver. Beide lijnen rijden om de 20 minuten.

In 2010 ging het nieuwe ziekenhuis AZ Groeninge open en werd lijn 1 verlengd tot het AZG. Echter, vanaf 1 juli werden door De Lijn in West-Vlaanderen een aantal besparingsmaatregelen doorgevoerd. Zo werd de frequentie op lijn 3 naar 30' en op lijn 1 naar 20' teruggeschroefd & vervielen op een aantal lijnen de eerste en laatste ritten (vooral in het weekend). De stadslijn 8 werd zelfs volledig afgeschaft.
In 2012 is door veranderingen bij De Lijn, stadslijn 3 (Heule Bozestraat) en voorstadslijn 80 (Marke) afgeschaft. De frequenties werden teruggeschroefd en een aantal reiswegen werden aangepast.
Op 1 mei 2015 werden frequenties verder verlaagd, en rijden de 2 en 13 in het weekend maar om het half uur meer, in plaats van 20 min.
Vanaf 6 januari 2024 startte een volledig nieuw busnetwerk in vele regio's in Vlaanderen. Ook in de Vervoersregio Kortrijk wijzigde het busnetwerk grondig.

## Oude situatie
| Lijn | Traject                                          | Frequentie | Voornaamste haltes/locaties                                                                         |
| ---- | ------------------------------------------------ | ---------- | --------------------------------------------------------------------------------------------------- |
| 1    | Kortrijk Station - Kinepolis Xpo - AZ Groeninge  | 60'        | Busterminal 3, Doornikwijk, Halve Jan, Kortrijk Xpo/Kinepolis, AZ Groeninge                         |
| 2    | Kortrijk Station - Lange Munte                   | 20'        | Busterminal 4, Sint-Denijsestraat, Sint-Elisabethkerk, Lange Munte                                  |
| 4    | Kortrijk Station - Bissegem - Heule              | 30'        | Busterminal 1, Graanmarkt, De Appel, Bissegem, Heule Markt, Shopping Center                         |
| 6    | Kortrijk Station - Shopping Center - Heule       | 30'        | Busterminal 1, Graanmarkt, De Appel, Heule Watermolenkerk, Shopping Center                          |
| 9    | Kortrijk Station - Cederlaan                     | 30'        | Busterminal 1, K, Sint-Janskerk, Cederlaan                                                          |
| 12   | Kortrijk Station - Xpo - AZ Groeninge - Rollegem | 60'        | Busterminal 3, Doornikwijk, Halve Jan, Kortrijk Xpo/Kinepolis, Kennedeypark, AZ Groeninge, Rollegem |
| 13   | Kortrijk Station - Xpo - Hoog Kortrijk           | 20'        | Busterminal 3, Doornikwijk, Halve Jan, Erasmuslaan, Universiteit Kulak, Studentencentrum, VIVES     |
| 50   | Kortrijk Station - Kuurne Seizoenwijk            | 30'        | Busterminal 1, K, Sint-Maartenskliniek, Pius X-kerk, Kuurne Seizoenwijk                             |
| 51   | Kortrijk Station - Kuurne Sint-Pieter            | 30'        | Busterminal 1, K, Sint-Maartenskliniek, Pius X-kerk, Kuurne Sint-Pieterswijk                        |
| 81   | Voorstadslijn Kortrijk - Marke Ter Kelders       | 60'        | De Appel, Handelscentrum Pottelberg, IJzerenpoort, Marke Ter Doenaert, Plaats Marke, Ter Kelders    |
| 91   | Voorstadslijn Kortrijk - Zwevegem                | 60'        | Rijkswacht, HIEPSO, Oudenaardsesteenweg, Soetens Molen, Zwevegem                                    |
| 92   | Voorstadslijn Kortrijk - Zwevegem                | 120'       | Rijkswacht, HIEPSO, Soetens Molen, Zwevegem, Otegem, Avelgem                                        |
| 93   | Voorstadslijn Kortrijk - Zwevegem                | 60'        | Rijkswacht, HIEPSO, Soetens Molen, Zwevegem, Moen, Helkijn                                          |

Opmerkingen:
- De ritten van lijn 12 zijn verlengde ritten van lijn 1
- Na 18u30 rijden lijnen 2 en 13 om de 30 minuten
- Tijdens de spitsuren op weekdagen rijdt lijn 13 om de 10 minuten.
- Lijnen 2 en 13 rijden tijdens het weekend om de 30 minuten (voor 11u om de 40 minuten)
- Aalbeke (lijn 12) wordt enkel rond 11u-13u-15u-17u op weekdagen bediend

Aan het station komen de bovenstaande (voor-)stadslijnen samen met een 19-tal streeklijnen. Een overzicht van de streeklijnen staat hieronder.
| Lijn | Traject                                                | Frequentie | Start (/ Alternatieve starthaltes) - Eindhalte (/ Alternatieve eindhaltes) |
| ---- | ------------------------------------------------------ | ---------- | --- |
| 15   | Kortrijk - Xpo - Kooigem - Spiere                      | 60'        | Kortrijk Busterminal 4 perron 42 - Spiere Kerk |
| 16   | Kortrijk - Rollegem - Moeskroen                        | 60'        | Kortrijk Busterminal 3 perron 32 - Moeskroen Busstation |
| 40   | Kortrijk - Wevelgem - Menen                            | 30'        | Kortrijk Busterminal 2 perron 21 - Menen Station perron 6 |
| 42   | Kortrijk - Gullegem - Moorsele (- Dadizele - Menen)    | 60'        | Kortrijk Busterminal 2 perron 23 (/ Moorsele Standbeeld) - Moorsele Standbeeld (/ Gullegem VTI / Menen Station perron 3 / Dadizele Plaats)                                                                                                 |
| 52   | Kortrijk - Ingelmunster - Meulebeke - Tielt            | 60'        | Kortrijk Busterminal 2 perron 22 (/ Ingelmunster Station / Meulebeke Goethalsplaats) - Tielt Station perron 2 (/ Tielt Dekenij) |
| 53   | Kortrijk - Ooigem - Wakken - Aarsele - Tielt           | 60'        | Kortrijk Busterminal 2 perron 22 (/ Dentergem Dorp) - Tielt Station perron 3 (/ Wakken Rustoord / Oostrozebeke Gemeenteplein / Tielt Dekenij / Aarsele Dorp)                                                                               |
| 60   | Kortrijk - Heule - Lendelede - Izegem - Roeselare      | 60'        | Kortrijk Busterminal 2 perron 22 (/ Izegem Station perron 1) - Roeselare Station perron 3 |
| 61   | Kortrijk - Gullegem - Izegem - Ardooie                 | 60'        | Kortrijk Busterminal 2 perron 22 - Ardooie Polenplein (/ Ardooie Kerkhof) |
| 62   | Kortrijk - Sint-Eloois-Winkel - Roeselare              | 60'        | Kortrijk Busterminal 2 perron 22 - Roeselare Station perron 6 (/ Sint-Eloois-Winkel Kerk / Rollegem-Kapelle Dorp) |
| 71   | Kortrijk - Harelbeke - Deerlijk - Waregem              | 60'        | Kortrijk Busterminal 4 perron 42 (/ Deerlijk Sint-Lodewijk Kerk / Vichte Station) - Waregem Station perron 5 (/ Harelbeke Station perron 2)                                                                                                |
| 72   | Kortrijk - Harelbeke - Deerlijk - Anzegem              | 60'        | Kortrijk Busterminal 4 perron 42 - Vichte Plaats (/ Anzegem Sint-Vincentiusinstituut / Deerlijk Sint-Lodewijk Kerk / Tiegem Plaats) |
| 74   | Kortrijk - Harelbeke - Bavikhove - Hulste              | 60'        | Kortrijk Busterminal 4 perron 42 (/ Harelbeke Stasegem Kerk) - Hulste Kerk |
| 75   | Kortrijk - Harelbeke - Waregem - Zulte - Deinze        | 30'        | Kortrijk Busterminal 4 perron 42 (/ Waregem Station perron 1 / Oeselgem Vlierschaar / Beveren-Leie Klokke / Harelbeke Markt /) - Deinze Station perron 5 (/ Deinze Kerkhof / Waregem Markt / Waregem Scholen Westerlaan / Desselgem Toren) |
| 81   | Kortrijk - Marke - Lauwe - Rekkem - Menen              | 60'        | Kortrijk Busterminal 3 perron 31 - |
| 82   | Kortrijk - Lauwe - Wevelgem - Moorsele                 | 60'        | Kortrijk Busterminal 3 perron 31 - |
| 83   | Kortrijk - Aalbeke - Moeskroen                         | 60'        | Kortrijk Busterminal 3 perron 31 - |
| 91   | Kortrijk - Zwevegem - Heestert - Avelgem               | 60'        | Kortrijk Busterminal 4 perron 41 - |
| 92   | Kortrijk - Zwevegem - Otegem - Avelgem                 | 60'        | Kortrijk Busterminal 4 perron 41 - |
| 93   | Kortrijk - Zwevegem - Sint-Denijs - Helkijn (- Spiere) | 60'        | Kortrijk Busterminal 4 perron 41 - |

Opmerkingen:
- Lijn 15 rijdt slechts 4 keer op een weekdag.
- Vanaf 9u15 tot 15u15 rijdt lijn 16 langs AZ Groeninge
- Lijn 75 rijdt 's morgens rond 8u00 om de 15'

## Huidige situatie
Op 6 januari 2024 startte een volledig nieuw busnetwerk in veel regio's in Vlaanderen. Voor Kortrijk worden dit dan de nieuwe buslijnen. Op 2 september 2024 werd het busnetwerk in het Kortrijkse licht aangepast lijn 5 werd geschrapt en vervangen door een verkorte variant van lijn 50a. Lijn 4 rijdt nu door naar Heuleplaats en lijn 6 rijdt terug tussen het station en Heule shopping center.
| Lijn | Naam                                                  | Frequentie Weekdag | Frequentie Zaterdag | Frequentie Zondag    | Avondbediening            |
| ---- | ----------------------------------------------------- | ------------------ | ------------------- | -------------------- | ------------------------- |
| 1    | Kortrijk Station - Xpo - AZ Groeninge                 | 15'                | 15'                 | 15'                  | Tot 24u00                 |
| 2    | Kortrijk Station - Xpo - Hoog Kortrijk                | 20' (10' spits)    |                     | 30' (vanaf 16u30)    |                           |
| 3    | Kortrijk - Lange Munte                                | 30'                | 30'                 | 60'                  |                           |
| 4    | Station - Bissegem - Heuleplaats                      | 30'                | 30'                 | 60'                  |                           |
| 6    | Station - Heule Shopping Center                       | 60'                | 60'                 | rijdt niet op zondag |                           |
| 10   | Kortrijk - Bellegem - Rollegem                        | 60'                | 60'                 | 60'                  | Tot 23u00                 |
| 21   | Kortrijk – Kuurne – Harelbeke - Hulste                | 30'                | 30'                 | 60'                  | Tot 23u00 (tot Kuurne)    |
| 22   | Kortrijk – Kuurne – Ingelmunster - Tielt              | 30'                | 30'                 | 60'                  |                           |
| 30   | Kortrijk - Zwevegem - Heestert - Avelgem              | 30'                | 60'                 | 60'                  | Tot 23u00 (tot Zwevegem)  |
| 33   | (Kortrijk -) Heestert/Zwevegem - Sint-Denijs - Spiere | 60'                | 60'                 | 60'                  |                           |
| 40   | Kortrijk - Bissegem - Wevelgem - Menen                | 30'                | 30'                 | 60'                  | Tot 23u00                 |
| 50a  | Kortrijk - Heule - Gullegem                           | 30'                | 30'                 | 60'                  |                           |
| 50a  | Kortrijk - Heule - Gullegem - Moorsele - Ledegem      | 60'                | 60'                 | 120'                 | Tot 23u00 (tot Moorsele)  |
| 50b  | Kortrijk - Heule - Gullegem - Moorsele - Wevelgem     | 60'                | 60'                 | 120'                 |                           |
| 60   | Kortrijk – Lendelede – Izegem - Roeselare             | 60'                | 60'                 | 120'                 |                           |
| 70   | Kortrijk - Stasegem - Harelbeke - Deerlijk - Waregem  | 30'                | 30'                 | 60'                  |                           |
| 75   | Kortrijk - Harelbeke - Waregem - Zulte - Deinze       | 30'                | 30'                 | 60'                  | Tot 23u00 (tot Desselgem) |
| 82   | Kortrijk - Marke - Lauwe - Rekkem - Menen             | 30'                | 30'                 | 60'                  | Tot 23u00 (tot Lauwe)     |
| 83   | Kortrijk - Aalbeke - Moeskroen                        | 30'                | 60'                 | 60'                  | Tot 23u00 (tot Aalbeke)   |

Daarnaast zijn er nog functionele buslijnen die specifiek bedoeld zijn voor scholieren en werknemers Deze rijden enkele keren per dag in functie van de bediening van scholen en bedrijven.
| Lijn | Naam                                             |
| ---- | ------------------------------------------------ |
| 101  | kortrijk-Bellegem-Rollegem-Moeskroen             |
| 102  | Kortrijk-Kooigem-Spiere-Helkijn                  |
| 221  | kortrijk-Kuurne-Ooigem-Oostrozebeke-Wielsbeke    |
| 301  | Kortrijk-Zwevegem-Vichte-Otegem-Avelgem          |
| 302  | Kortrijk-Zwevegem-Deerlijk-Nieuwnhove            |
| 502  | Kortrijk-Heule-Gullegem-Lendelede-Izegem-Ardooie |
| 604  | Kortrijk-industriezone                           |
| 709  | Kortrijk-Stasegem-Harelbeke-Deerlijk-Anzegem     |

## Divers

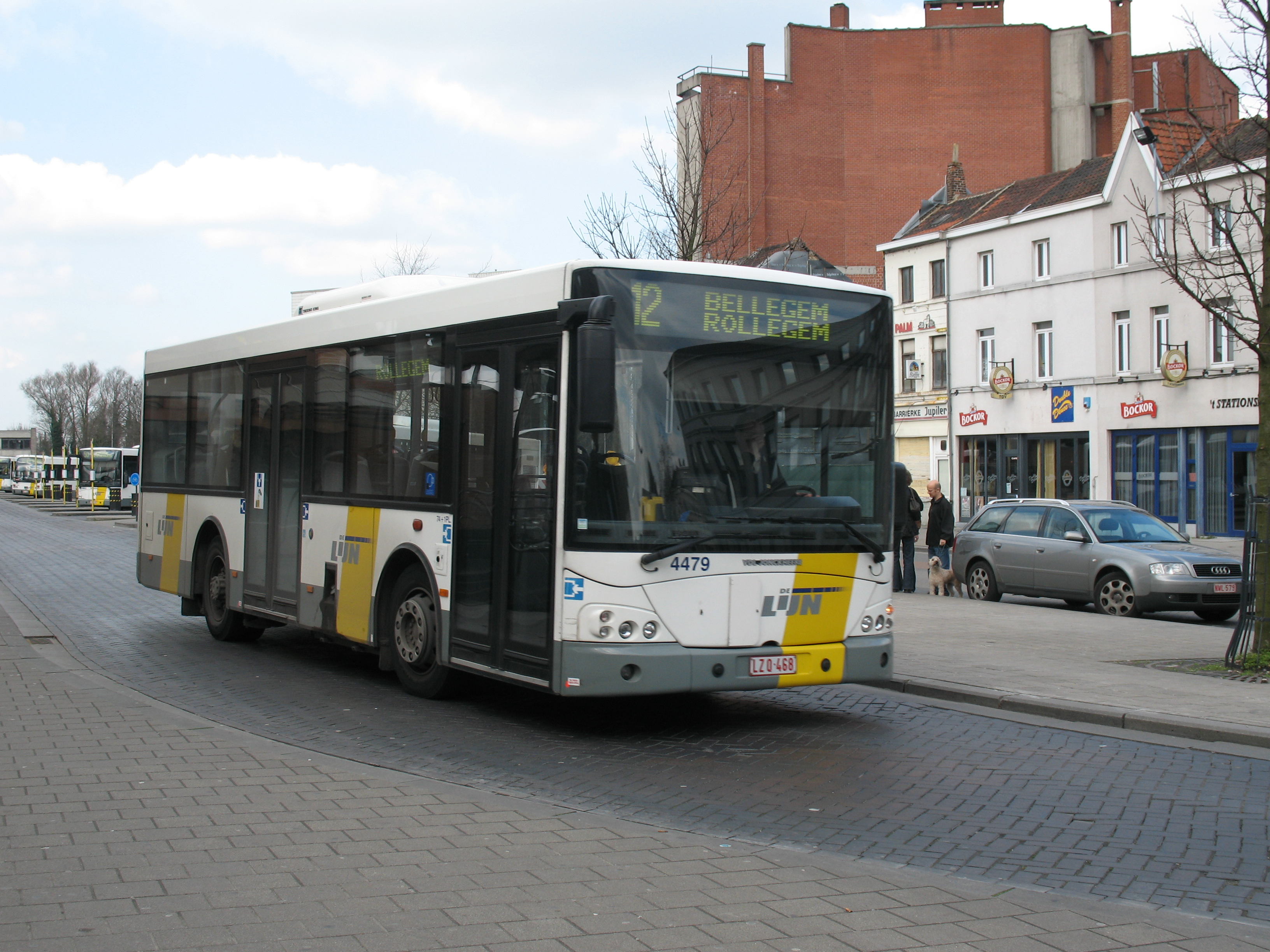
Een Kortrijkse stadsbus verlaat het voormalige busstation in de Tolstraat

- Sinds enkele jaren is het openbaar vervoer voor elke Kortrijkse student uit het hoger onderwijs gratis. Met een studentenbuspas kan men onbeperkt elke bus op het grondgebied van Groot-Kortrijk gebruiken. Per ontwaarding betaalt de studentenvoorziening één derde van de kostprijs, De Lijn één derde en de stad legt de rest bij.
- Sinds 2005 werd een nachtbus ingevoerd die elke donderdag (van oktober tot juni) tot 3.00 uur tussen het station en Hoog Kortrijk pendelt. Echter sinds 2012 werd dit terug beperkt tot 00u

## Wagenpark
Het Kortrijkse stadsnet wordt integraal door stelplaats Kortrijk van De Lijn gereden. Bijna alle bustypes van deze stelplaats kunnen op het stadsnet ingezet worden.

### Huidig wagenpark
| Serie           | Aantal | Fabrikant  | Type         | Opmerking                                                     |
| --------------- | ------ | ---------- | ------------ | ------------------------------------------------------------- |
| 2144-2145       | 2      | VDL        | Citea SLE    | Rijden ook op streeklijnen                                    |
| 4477-4484       | 8      | Jonckheere | Transit Midi | Worden ook weleens op de stadsbus van Menen en Ieper ingezet. |
| 4590-4596       | 7      | Jonkcheere | Transit      | Rijden ook op streeklijnen                                    |
| 4970-4979       | 10     | Van Hool   | A309         | Rijden ook op streeklijnen                                    |
| 4996-5005 +5014 | 11     | Jonkcheere | Transit      | Rijden ook op streeklijnen                                    |
| 5137-5152       | 15     | Jonkcheere | Transit      | Rijden ook op streeklijnen                                    |

### Voormalig wagenpark
| Serie     | Aantal | Fabrikant              | Type         | Opmerking |
| --------- | ------ | ---------------------- | ------------ | --- |
| 3237-3241 | 5      | Van Hool               | A300 CNG     | Reden ook weleens op streeklijnen                                                                                  |
| 4165-4167 | 3      | Mercedes-Benz (Evobus) | Cito         | Kwamen in dienst ter gelegenheid van Busworld 2001. Bedoeld als proefbussen, maar waren tot en met 2013 in dienst. |
| 4485-4487 | 3      | Jonckheere             | Transit Midi | Gingen naar de stadsdienst van Leuven                                                                              |
| 5136      | 1      | Jonkcheere             | Transit      | Reed ook op streeklijnen Rijschoolbus 7897                                                                         |